# Rainer Schlagbauer
Rainer Schlagbauer (* 24. Juli 1949; † 19. April 2022) war ein österreichischer Fußballspieler. Er spielte bevorzugt auf der Position eines Mittelfeldspielers.

## Laufbahn

### Verein
Schlagbauer begann seine Karriere 1969 beim 1. Wiener Neustädter SC. Bereits ein Jahr später wechselte er zu Vienna Wien, für die er bis 1974 in 104 Ligaspielen 27 Tore erzielte. Zur Saison 1974/75 wechselte er von den blau-gelben Döblingern zum Lokalrivalen Rapid aus dem Stadtteil Hütteldorf. Für Rapid  absolvierte er 82 Begegnungen in der Bundesliga, in denen er sechs Tore erzielte.
1976 gewann er mit Rapid den österreichischen Fußballpokal.

### Nationalmannschaft
Rainer Schlagbauer gab 1971 beim 4:1-Sieg der österreichischen Nationalmannschaft im Qualifikationsspiel zur Europameisterschaft 1972 gegen Irland in Dublin sein Länderspieldebüt, als er in der 72. Minute für Werner Kriess eingewechselt wurde. Sein zweites internationales Spiel für den ÖFB bestritt er im Qualifikationsspiel zur Europameisterschaft 1976 beim 2:1-Erfolg der Österreicher gegen Wales vor heimischem Publikum in Wien.

## Erfolge
- 1 × Österreichischer Cupsieger: 1976